# Jacques Noël
Jacques Noël (6 de abril de 1920-7 de octubre de 2004) fue un deportista francés que compitió en esgrima, especialista en la modalidad de florete.
Participó en los Juegos Olímpicos de Helsinki 1952, obteniendo una medalla de oro en la prueba por equipos. Ganó una medalla de oro en el Campeonato Mundial de Esgrima de 1953.

## Palmarés internacional
| Juegos Olímpicos   | Juegos Olímpicos     | Juegos Olímpicos | Juegos Olímpicos    |
| Año                | Lugar                | Medalla          | Prueba              |
| ------------------ | -------------------- | ---------------- | ------------------- |
| 1952               | Helsinki (Finlandia) | Medalla de oro   | Florete por equipos |
| Campeonato Mundial |                      |                  |                     |
| Año                | Lugar                | Medalla          | Prueba              |
| 1953               | Bruselas (Bélgica)   | Medalla de oro   | Florete por equipos |